# Dietlinde Stroh
Dietlinde Stroh (* 15. Februar 1966 in Backnang) ist eine deutsche Fernsehproduzentin.

## Leben
Dietlinde Stroh, geboren in Baden-Württemberg, absolvierte eine Ausbildung zur Fotografin an der Bayerischen Staatslehranstalt für Photographie in München. Anschließend studierte sie Theater-, Film- und Medienwissenschaft, Philosophie und Kunstgeschichte an der Universität zu Köln. Im Anschluss daran absolvierte sie ein Medienkunst Studium an der Hochschule der Bildenden Künste Saar. Sie war Meisterschülerin von Ulrike Rosenbach.
In den Anfängen ihrer beruflichen Laufbahn arbeitete sie als Fotografin und Videokünstlerin. Schon während des Studiums realisierte sie Kunst-am-Bau-Projekte und entwarf Videobühnenbilder für Produktionen von Hans Kresnik. Sie gestaltete Mediale Kunsträume für Theater und Operninszenierungen in Hamburg, München, Nürnberg und Saarbrücken.
Seit 2001 ist sie als TV-Producer, Creative Producer, Executive Producer und Film- und Theaterproduzent tätig. 2017 und 2018 leitet sie als Head of Show das Büro von Talpa Germany in Köln. Von 2019 bis 2021 war sie Geschäftsführerin der Tower Productions GmbH in Berlin und Köln. Seit 2022 ist sie Geschäftsführerin und Partnerin der Mediawolf GmbH & Co. KG in Köln.

## Filmprojekte
- 2024: REMIX Mein Leben als Künstlerin Videoportraits für die lit.cologne
- 2022: #undwarumbistduhier - 20 Fragen nach 2020 mit Annette Frier
- 2010/11: Produzentin Mercedes-Benz 125! Jahre Innovation – The Celebration Movie[1]

## TV-Shows
- 2021: Ich Dich Auch!
- 2021: Date or Drop
- 2021: Snack Masters
- 2021: Streetfood Challenge
- 2021: Unvergesslich - Unser Chor für Menschen mit Demenz - Das Abschlusskonzert
- 2021: Mein Hund fürs Leben - Sonja Zietlows Pfoten - Team
- 2021: Salonfähig, 2. Staffel
- 2021: Undercover Boss, 13. Staffel
- 2021: Das große Backen, 9. Staffel
- 2021: Das große Backen – Die Profis, 3. Staffel
- 2021: Das große Backen – Promi, 5. Staffel
- 2020: 112 - Retter im Einsatz 2. Staffel
- 2020: Unvergesslich – Unser Chor für Menschen mit Demenz
- 2020: Undercover Boss, 12. Staffel
- 2020: Das große Backen, 8. Staffel
- 2020: Das große Backen – Die Profis, 2. Staffel
- 2020: Das große Backen – Promi, 4. Staffel
- 2020: Salonfähig, 1. Staffel
- 2020: Mit Nagel und Köpfchen, 1. Staffel
- 2020: Match-Promis auf Datingkurs
- 2019: 112 – Retter im Einsatz
- 2019: Undercover Boss, 11. Staffel
- 2019: Das große Backen, 7. Staffel
- 2019: Das große Backen – Die Profis, 1. Staffel
- 2019: Das große Backen – Promi, 3. Staffel
- 2018: Mensch Jürgen, von der Lippe wird 70
- 2017: Dance Dance Dance, 2. Staffel
- 2017: It Takes 2
- 2017: Die Puppenstars, 2. Staffel
- 2016: Dance Dance Dance, 1. Staffel
- 2016: Die Puppenstars, 1. Staffel
- 2015: Das große Schlüpfen
- 2013: Die Poolchampions-Promis unter Wasser
- 2012: X Factor
- 2009: Wetten, dass..?
- 2008: Wetten, dass..?
- 2008: Musical Showstar
- 2007: Deutschland sucht den Superstar
- 2006: Wer war ich
- 2005: Wer war ich
- 2005: Der Super Nanny Test
- 2005: Der große Führerscheintest
- 2004: Wer war ich
- 2004:  Der große Deutschtest
- 2003: Der große Führerscheintest
- 2003: Deutschlands klügste Geistliche und Priester
- 2002: Deutschlands klügste Bürgermeister
- 2002: Quiz 21
- 2002: Der Schwächste fliegt
- 2001: Deutschlands Klügste Kinder
- 2001: Der große IQ Test
- 2001: Der Schwächste fliegt

## Bühnenbilder
- 2000: Thalia Theater Hamburg, Aller Seelen
- 2000: Oper Bremen, Intolleranza
- 1999: Nationaltheater München,  Recherche
- 1999: Saarländisches Staatstheater, Nabucco
- 1999: Saarländisches Staatstheater, Top Dogs
- 1999: Oper Nürnberg, Recherche

## Kunstprojekte
- 2000:  Die Arche, Gruppenausstellung, Kunstverein Bad Salzdetfurth[2]
- 1998: 10 Jahre Medienkunst an der HBKsaar
- 1998: Feuer Wasser Erde Luft, Kunst am Bau, Institut für neue Materialien, Saarbrücken
- 1997: Wer sich in Gefahr begibt, Einzelausstellung, Wasserwerk, Scheidt
- 1996: Last Call für Engel, Ulrike Rosenbach, Installation, Illustrationen
- 1996: Das letzte Abenteuer, Kunstmuseum, Heidenheim
- 1996: Kunst und Ökologie, Ausstellung der AEG, Nürnberg
- 1994: Germinations 8, Europäische Biennale für junge Künstler, Breda, Warschau, Athen, Madrid
- 1992, Das erweiterte Atemzentrum, Maria Vedder, Videoinstallation mit 21 Monitoren
- 1991: Der Videochor, Maria Vedder, Videoinstallation mit 10 Monitoren
- 1990: The Target, Maria Vedder, Videoinstallation, 6 Monitore
- 1990: Und die Galaxien hörten, Maria Vedder, Maria de Alvear, Videoinstallation

## Auszeichnungen
- Deutscher Fernsehpreis 2021 − Nominierung: Bestes Factual Entertainment: Unvergesslich - Unser Chor für Menschen mit Demenz[3]
- Deutscher Fernsehpreis 2009 – Beste Unterhaltungssendung/Moderation: Wetten, dass..? vom 13. Dezember 2008
- Deutscher Fernsehpreis 2004 − Nominierung: Beste Unterhaltungssendung / Beste Moderation Unterhaltung: Der große Deutschtest[4]